# NHSナイチンゲール病院ロンドン
NHSナイチンゲール病院ロンドン、英語: NHS Nightingale Hospital London）は、新型コロナウイルス感染症の流行 (2019年-)を受け、イーストロンドンのエクセル展覧会センターの改装により建設された、イギリスの国民保健サービス（NHS）の運営する病院である。4000-5000床の設置が可能で、病院は迅速に計画および建設され、500床で、2020年4月3日500床に正式に開院し、2020年4月7日に最初の患者を受け入れた。

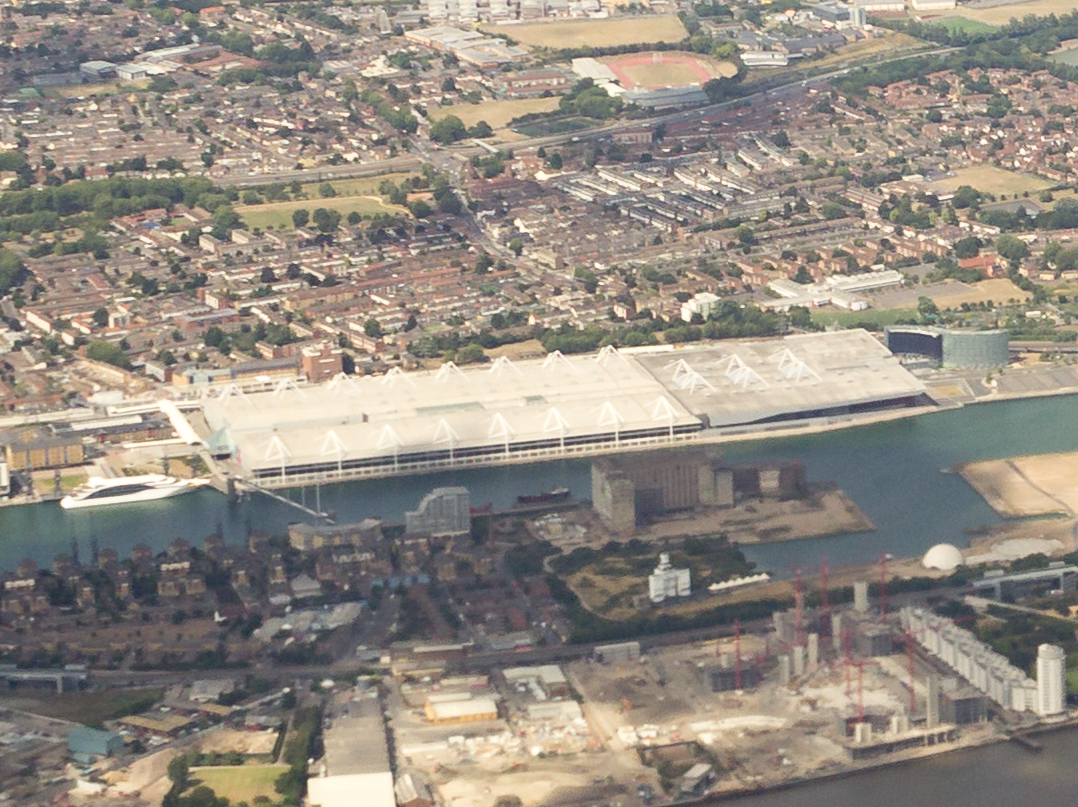
病院として改装される前のエクセル展覧会センター、2015年7月

## 背景
英国における新型コロナウイルス感染症の流行を受け、重症患者のためのクリティカルケアの能力を向上させるために、治療とケアが必要な重症患者のための仮設の収容施設が計画された 。クリミア戦争中に看護兵として有名になり、現代の看護の創始者と見なされているフローレンス・ナイチンゲールにちなんで、「ナイチンゲール病院」と名付けられた。

## 企画・施工
2020年3月21日と22日、軍事計画担当者とNHSイングランドのスタッフが、イーストロンドンのニューハムのカスタムハウスエリアにある展示コンベンションセンターであるエクセル展覧会センターを訪れ、「軍隊が、感染の爆発的拡大に際して、NHSの対応を支援できるかどうかを判断した。」仮設病院を設立する計画は、3月24日の保健大臣マット・ハンコックが記者会見で発表した。病院は、NHSのスタッフとボランティアによって運営され、700人の軍人が後方支援を提供することになった。
この施設は、英国軍と英国の建築家(Building Design Partnership、BDP)のと共同で計画および建設され、英国の復活へのミッションを調整するアルダーショットの本部常設合同司令部からコロナ支援部隊を編成して任務が遂行された。主な請負業者になったのはCFESである。病院は、700人の軍人が参加し、わずか9日間で建設された。
この施設は、2020年4月3日にプリンス・オブ・ウェールズ、チャールズ皇太子によって（ビデオリンクを介して）正式に開設され、病院の看護部長が新病院名のプレートを披露した。最初の患者は4月7日に入院した。
テレビの医療ドラマ「ホルビー・シティ」は、セットで人工呼吸器を使用しており、これらは病院に寄贈された。

## 作戦の詳細
病院の役割は、他のロンドンの病院ですでに挿管され酸素吸入されている患者を治療することである。
2020年3月30日、NHSイングランドには病院を直接管理する法的権限がないため、病院の法的責任は既存のNHSトラストであるバーツ・ヘルスNHSトラストに移管されることが発表された。病院の最高経営責任者は、バーツトラスト内から出向した心臓内科医のチャールズ・ナイトである。
病院の現在の収容人数は500人で、4,000人にまで無拡大することができる。その場合、病院は英国で最大の病院となり、1,677床のグラスゴーにある最大の常設病院であるクイーンエリザベス大学病院よりも大規模になる。
病院は、1日あたり最大150人の患者を受け入れて退院させる能力を持つよう設計された。病院が満員になったときのスタッフの数は、最初は16,000人と報告され、その後25,000人と修正された。

## 稼働率
2020年4月11〜12日のイースターの週末には、既存のロンドンの病院の集中治療室の合計病床数を770床から1,555床に増やした後、充分な容量があったため、病院の患者数は19人に過ぎなかった。
週ごとの変化データによると、COVID-19のロンドンの病院の人々の数（集中治療室の人々だけでなく）は4月11日にピークに達した。
2020年4月21日、ガーディアン紙は、病院のスタッフが、病院は「通常は他の病院に拠点を置いている看護師が十分にそこで働くことができないため、ケアを必要とする人々を拒否しなければならなかった」と主張したと報告した。この主張は保健省の報道官によって反論され、新しい病院は必要に応じてオーバーフロー病床数を提供しており、スタッフ不足のために治療を拒否されたコロナウイルス患者はいないと述べた。 4月24日の時点で、41人の患者が病院で治療を受けていた。
2020年5月4日、54人の患者を治療した後、新しいCOVID-19患者の入院が予想されなかったため、病院は「待機状態」になると発表されました。運営上、5月15日に閉鎖されたが、病院は引き続き賃貸料なしで利用できると見込まれていた。2020年12月、病院内のすべてのベッドと設備が取り外されたと報告された。 COVID-19の第2波の間に、2021年1月に病院は回復中の非COVID患者のために再開した。

## ワクチン接種センター
2021年1月、ExCeLセンターの別の部分が改装され、COVID-19ワクチン接種会場として活用されることになった。